# Verband der deutschen Minderheiten in Europa
Der Verband der deutschen Minderheiten in Europa, ab 1929 Verband der deutschen Volksgruppen in Europa (VDV), war von 1922 bis 1944 der Dachverband deutscher Minderheiten im europäischen Ausland. Der Hauptsitz befand sich bis 1932 in Wien, anschließend in Berlin.

## Gründungsfaktoren und Strukturen
Nach 1918 mussten das Deutsche Reich und Österreich-Ungarn große Teile ihrer Territorien an die Siegermächte des Ersten Weltkriegs sowie an neu erschaffene Staaten abtreten. Dies führte dazu, dass sich rund 8,5 Millionen Deutsche als nationale Minderheiten außerhalb ihres ursprünglichen Herkunftslandes wiederfanden. Überwiegend Länder in Ostmittel- und Südosteuropas strebten die Schaffung homogener Nationalstaaten an und unterwarfen Minderheiten – nicht nur deutsche – einer scharfen Assimilationspolitik. Vor diesem Hintergrund organisierten sich viele Auslandsdeutsche (damals auch Grenzlanddeutsche genannt) in Vereinen, Verbänden und Parteien, um Minoritätenschutzrechte in den „Wirtsländern“ zu erlangen. Als überstaatliche Interessenorganisation und Dachverband für diese Vereinigungen wurde im Oktober 1922 der Verband der deutschen Minderheiten in Europa gegründet, dem ausschließlich auf dem europäischen Kontinent ansässige deutsche Volksgruppen aus folgenden Ländern angehörten:
- Belgien (Deutschsprachige Gemeinschaft Eupen-Malmedy)
- Dänemark (Deutsche Minderheit in Dänemark)
- Estland (Deutsch-Balten)
- Frankreich (Deutsch-Lothringener, Elsässer)
- Jugoslawien (Jugoslawiendeutsche)
- Lettland (Deutsch-Balten)
- Litauen (Memelländer)
- Polen (Deutsche Minderheit in Polen)
- Rumänien (Rumäniendeutsche)
- Russland (Russlanddeutsche)
- Italien (Südtiroler)
- Tschechoslowakei (Sudetendeutsche)
- Ungarn (Ungarndeutsche).[5]

Zu den Gründungsvätern und Hauptinitiatoren gehörten der Siebenbürger Sachse Rudolf Brandsch sowie die Deutsch-Balten Ewald Ammende und Paul Schiemann. Die mitgliederstärksten Verbände innerhalb des Dachverbandes waren die Sudetendeutschen, gefolgt von Verbänden der deutschen Minderheiten in Polen (Oberschlesien, Ostpommern, Westpreußen etc.). Der Dachverband hatte bis 1939 ein demokratisch gewähltes Präsidium, welches sich aus Vertretern der einzelnen Landesverbände zusammensetzte. Aus dem Kreise des Präsidiums wurde ein Vorsitzender (Präsident) gewählt, namentlich von:
- 1922 bis 1931 der Siebenbürger Sachse Rudolf Brandsch
- 1931 bis 1934 der Siebenbürger Sachse Hans Otto Roth
- 1934 bis 1935 der Posen-Deutsche Kurt Graebe
- 1935 bis 1936 der Sudetendeutsche Max Richter
- 1936 bis 1939 der Sudetendeutsche Konrad Henlein
- Februar 1939 bis Dezember 1939 der Siebenbürger Sachse Fritz Fabritius.[7]

Der jeweilige Verbandspräsident hatte keine operativen Funktionen. Er war eher eine „Galionsfigur“ mit repräsentativen Aufgaben, der die deutschen Minderheiten in ihrer Gesamtheit beispielsweise im Präsidium des Europäischen Nationalitätenkongresses in Genf vertrat. Für die operative Geschäftsführung waren von 1922 bis 1931 Carl Georg Bruns und nach dessen frühen Tod von 1931 bis 1944 der Deutschbalte Werner Hasselblatt als Generalsekretäre sowie hauptamtliche Rechtsberater eingesetzt. Nach 1939 übte Hasselblatt faktisch die Geschäftsführung und den Vorsitz aus.

## Politische Tendenzen

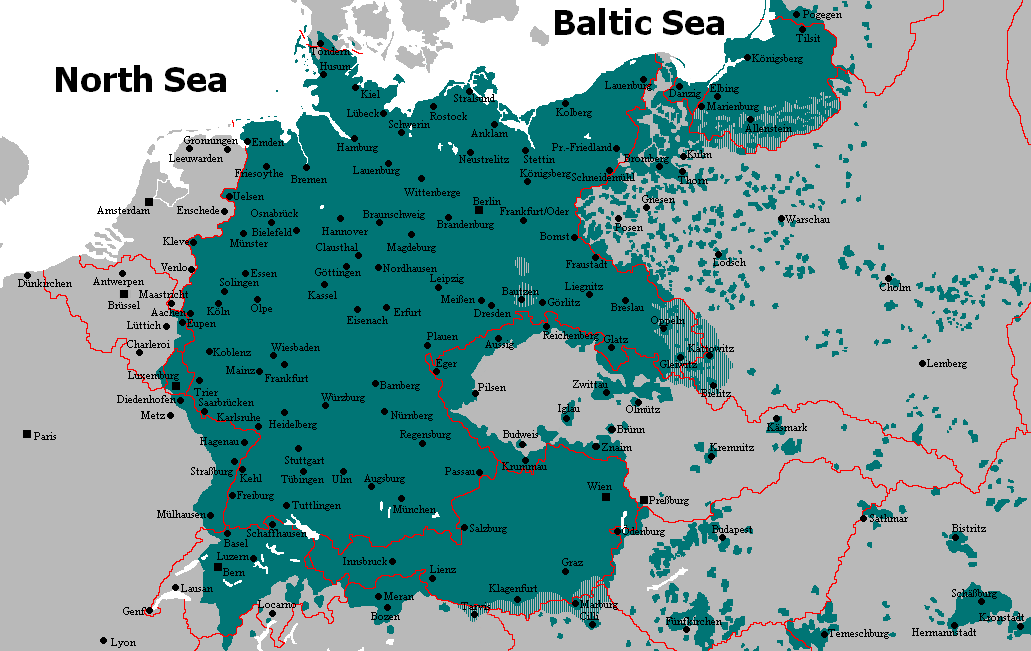
Deutsche Siedlungs- und Sprachgebiete um 1918

In der Hauptsache vertrat der Verband beim Europäischen Nationalitätenkongress die Interessen der deutschen Minderheiten gegenüber dem Völkerbund. Dabei liefen die Vertreter von Anfang an Gefahr, unfreiwillig in die Nähe von Bestrebungen gerückt zu werden, die territoriale Revisionen verfolgten. Tatsächlich wurden der Dachverband sowie die einzelnen deutschen Minderheitenorganisationen spätestens ab 1924 maßgeblich vom Auswärtigen Amt finanziert. Offiziell erklärte sich das Deutsche Reich unter Gustav Stresemann zur Schutzmacht der deutschen Minderheiten im Ausland. Die deutsche Politik zielte bereits in der Weimarer Republik darauf ab, Minderheiten zum Bleiben zu überreden, um sie als Hebel für künftige Grenzrevisionen benutzen zu können.
Fast alle Verbandspräsidenten vertraten während ihrer Amtszeit keine revisionistischen Ziele und bekannten sich ausdrücklich zu den internationalen Minderheitenorganisationen. Sie gingen davon aus, dass eine Lösung der nationalen Fragen auf dem Wege des Irredentismus nie möglich sein werde und daher ein Ausgleich zwischen Nationen und Staaten auf der Basis gegenseitiger Anerkennung gefunden werden müsse. Dementsprechend führten die finanziellen Unterstützungen des Auswärtigen Amtes sowie der unter Stresemann begonnene „Minderheitenkreuzzug“ beim Völkerbund lange Zeit zu keinen merklichen Einschränkungen in der Handlungsfreiheit der Verbandsvorsitzenden, zumal die deutschen Außenminister in der Weimarer Republik grundsätzlich eine auf Ausgleich, nicht auf Eskalation bedachte Politik betrieben und liberal eingestellte Funktionäre beim VDV bis 1932 die Oberhand behielten. Dennoch musste sich der Verband der deutschen Minderheiten in Europa auf Betreiben des Auswärtigen Amtes bereits in der Weimarer Republik in Verband der deutschen Volksgruppen in Europa umbenennen. Der Beschluss wurde am 24. November 1927 gefasst, tatsächlich änderten die Minderheitenvertreter den Verbandsnamen offiziell erst zwei Jahre später im Dezember 1929. Die deutsche Regierung bezeichnete den Verband eine Zeitlang auch als „Ausschuß der deutschen Minderheiten“ beziehungsweise „Ausschuß der deutschen Volksgruppen“.
Gegen Ende der 1920er Jahre verschärfte sich in mehreren Ländern die Situation für verschiedene Ethnien. Besonders in ost- und südosteuropäischen Staaten waren Minderheiten zunehmenden Repressionen ausgesetzt. So erteilten beispielsweise polnische Behörden im Zuge der Polonisierung deutschen Apothekern, Ärzten, Rechtsanwälten ein Berufsverbot, oder erhielten in der Tschechoslowakei im Zuge der Tschechoslowakisierung über 30.000 Beamte deutscher Nationalität ihre Entlassung. Im Staat der Slowenen, Kroaten und Serben wurde die Verwendung von Volksbezeichnungen (auch der Serben, Kroaten und Slowenen) verboten, alle Einwohner sollten sich in Zukunft nur noch als „Jugoslawen“ betrachten. im seit 1922 faschistischen Italien verloren die deutschsprachigen Südtiroler zusehends ihre kulturellen Rechte und mussten Schul- und Vereinsverbote hinnehmen. Trotz bestehender Minderheitenschutzverträge wurden Enteignungen durchgeführt, womit Auswanderungen von Bevölkerungsteilen erzielt werden sollten, die sich nicht assimilieren lassen wollten. Neben deutschen Volksgruppen betraf das ungarische, bulgarische, ukrainische, rumänische und andere Minderheiten. Allein von der deutschen Minderheit in Polen wanderten bis 1933 mehrere Hunderttausend Menschen nach Deutschland aus. Tatsächlich stand die Weimarer Republik mit Beginn der Weltwirtschaftskrise wirtschaftlich und sozial vor einem Kollaps; damit stellten die unkontrollierbaren Einwanderungen eine zusätzliche finanzielle Herausforderungen hinsichtlich der Integration von Zugewanderten dar.
Vor diesem Hintergrund wurde eine Zentralisierung der Verbandsarbeit vom Deutschen Reich aus anstrebt, was insbesondere bei dem 1931 neu ernannten Generalsekretär des Verbandes, Werner Hasselblatt, auf Akzeptanz stieß. Seine Berufung kritisierten mehrere Präsidiumsmitglieder, da er offen mit der Volkstumspolitik der Nationalsozialisten sympathisierte. Dennoch setzten sich die Befürworter einer restriktiveren Unterstützung der deutschen Minderheiten durch. Folglich verlegte Hasselblatt den Hauptsitz des Verbandes 1932 von Wien nach Berlin. Das Auswärtige Amt stärkte sofort seine Position, indem Fördermittel nicht mehr an einzelne deutsche Minderheitenorganisationen im Ausland flossen, sondern nur noch direkt an den VDV. Auf diese Weise avancierte der Verband zum einzigen Kanal zur Verteilung deutscher Fördermittel, was die vorhergehende Autonomie der einzelnen deutschen Minderheitenorganisationen erheblich untergrub.

## Bedeutungsverlust und Niedergang

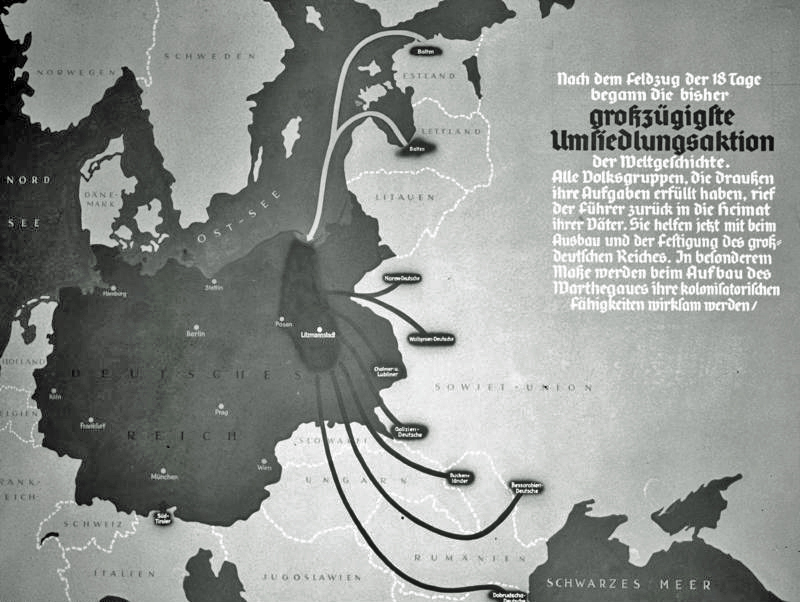
Umsiedlungen deutscher Volksgruppen nach dem Hitler-Stalin-Pakt (zeitgenössische Propagandakarte)

Obwohl Werner Hasselblatt den Nationalsozialisten nahestand, werden seine Einstellung sowie die daraus resultierende Bedeutung des VDV in der neueren Geschichtswissenschaft differenziert betrachtet. Demnach sind gravierende Unterschiede zwischen der „traditionalistischen“ Volkstumspolitik des Verbandes und der nationalsozialistischen Volkstumspolitik feststellbar, wonach die Verbandsfunktionäre kein Interesse an der Eroberung von Lebensraum im Osten hatten, keine rassischen Theorien verfolgten und auch keine Bereitschaft zeigten, auslandsdeutsche Interessen machtpolitischen Kalkülen unterzuordnen. Die Mehrheit der Verbandsfunktionäre nebst der ehemaligen oder während der NS-Zeit amtierenden Präsidenten geriet nach 1933 mit den neuen Machthabern im „Mutterland“ in Konflikt. Selbst Konrad Henlein unterwarf sich erst 1937 Hitlers expansiver Politik, nachdem er massiv unter Druck gesetzt wurde.
Faktisch übernahm ab Herbst 1933 der Volksdeutsche Rat und ab 1937 die Volksdeutsche Mittelstelle die alleinige Kompetenz in allen Angelegenheiten der außerhalb des Deutschen Reiches lebenden Volksdeutschen, inklusive der Verwaltung und Verteilung sämtlicher Hilfsgelder. Sukzessive wurde der VDV nach der Volksabstimmung über den Austritt Deutschlands aus dem Völkerbund, der Auflösung des Europäischen Nationalitätenkongresses, dem Münchner Abkommen, der Eingliederung des Memellandes und der Aufteilung Polens nach dem Hitler-Stalin-Pakt obsolet. Letzteres machte den Weg für Zwangsumsiedlungen frei, unter anderem der Deutsch-Balten, Wolhyniendeutschen, Bessarabiendeutschen, Bukowinadeutschen, Dobrudschadeutschen, Galiziendeutschen, aber auch der Gottscheer und Südtiroler. Einige der Volksgruppen hatten zum Teil jahrhundertelang diese Gebiete bewohnt, die nun an die Sowjetunion fielen.
Gleichfalls konnte der VDV in den mit Deutschland verbündeten Staaten keinen Einfluss mehr ausüben. Dort waren schrittweise seit 1938 Volksgruppenführer als politische Leiter eingesetzt worden, die offiziell die Interessen der deutschen Minderheiten bei den Regierungen der jeweiligen Staaten vertraten. Fast alle früheren Auslandsverbände lösten sich von selbst auf. Ab 1940 begrenzte sich die Arbeit der noch aktiven Dachverbandsmitarbeiter auf die Erstellung von Gutachten, Denkschriften und Publikationen. Für die vom VDV im April 1933 übernommene Zeitschrift Nation und Staat zeichnete ab Oktober 1942 nicht mehr der Verband, sondern nur noch Werner Hasselblatt als Herausgeber. Darin erwähnte er wiederholt, dass eine „unifizierte Form der Herrschaft“ vermieden werden müsse, „Deutschland nicht den Weg Russlands in der Beherrschung der Völker gehen dürfe“; vielmehr das Ziel die Schaffung „volkseigener Heimatgebiete“ sein müsse. Die Vorschläge leitete er auch an das Auswärtige Amt als Memoranda weiter. Mit diesen Denkschriften erhoffte Hasselblatt eine zwischenstaatliche „Arbeitsgemeinschaft für europäische Völkerpolitik“ begründen zu können, die das Reichsministerium für die besetzten Ostgebiete und den Reichskommissar für die Festigung deutschen Volkstums beraten sollte. Tatsächlich wollte er damit eine Nachfolgeorganisation für den Verband der deutschen Volksgruppen in Europa schaffen, dessen Finanzierung durch das Auswärtige Amt 1942 auslief. Eingerichtet wurde diese Arbeitsgemeinschaft freilich nicht, Hasselblatt soll noch 1944 für sie geworben haben.
Wann der Verband seine Arbeit de jure einstellte, ist nicht verifizierbar. Das Institut für Zeitgeschichte gibt als Bestehen des Verbandes den Zeitraum von 1922 bis 1944 an.